# Journée internationale d'action pour la santé des femmes
La Journée Internationale d'Action pour la Santé des Femmes est une journée internationale qui se célèbre le 28 mai de chaque année depuis le 1987. Cette date est proposée durant la 5e rencontre internationale pour la Santé des Femmes au Costa Rica, en 1987, par l'organisation Réseau de Santé des Femmes Latinoaméricaines et Caribéennes (RSMLAC). Elle commémore les défenseuses de la santé des femmes au sein des communautés. L'organisation RSMLAC coordonne des actions tandis que le Réseau Mondial de Femmes par les Droits Reproductivos (Women’s Global Network for Reproductive Rights) (WGNRR) coordonne le réseau global de diffusion.

## Histoire
Le premier appel à l'action a lieu en 1987 et se décline en une campagne pluriannuelle pour la prévention de la mortalité durant les accouchements, en fournissant aux organisations féminines un accès à information spécialisée. La campagne met en évidence d'importants trous dans les données scientifiques sur la santé de la femme qui mènent à la création de réunions et séminaires de recherches. Parallèlement, les organismes internationaux comme l'Organisation Mondiale de la Santé, l'Organisation Panaméricaine de la Santé et le Banque Mondiale endossent cette thématique avec pour devise "La maternité sûre", en incitant à l'investissement de fonds pour améliorer les services et sponsoriser des séminaires, formation et programmes de recherche.
Depuis 1988 jusqu'à 1996 l'axe thématique des actions relève de la prévention de la morbidité maternelle, incluant les causes relatives à la grossesse, l'accouchement ou l'avortement insécure.
En 1996, les organismes redéfinissent leur approche et coordonne leurs campagnes afin de :
- défendre l'exercice de ces droits aussi bien que droits humains ;
- exiger son incorporation dans les programmes et dans les politiques publiques des États et demander des législations qui garantissent ces droits pour toutes les personnes, sans aucun type de discrimination.

Historiquement, la progression de l'accès médical s'obtient au travers d'un modèle masculin qui se généralise ensuite au modèle féminin. Les différences de genre, en ce qui concerne la santé, démontrées scientifiquement, déterminent que ce modèle perd en efficacité et précision de diagnostic.

## Reconnaissance et revendications
La journée internationale d'action pour la santé des femmes est reconnue par plusieurs gouvernements et agences internationales. Des actions collaboratives sont menées annuellement dans la thématique de la santé des femmes, :
- accès à une assistance médicale de qualité ;
- féminisation de la pauvreté ;
- accès à l'avortement légal et sûr ;
- réforme du secteur de la santé et de la santé de la femme ;
- femmes et VIH ;
- accords commerciaux internationaux pour l'accès médical des femmes ;
- violence contre les femmes ;
- droits et santé sexuelle des jeunes ;
- accès aux contraceptifs.